# Achimenes candida
Achimenes candida är en tvåhjärtbladig växtart som beskrevs av John Lindley. Achimenes candida ingår i släktet Achimenes och familjen Gesneriaceae. Inga underarter finns listade i Catalogue of Life.